# Scelidocteus ochreatus
Scelidocteus ochreatus är en spindelart som beskrevs av Simon 1907. Scelidocteus ochreatus ingår i släktet Scelidocteus och familjen Palpimanidae.
Artens utbredningsområde är Guinea-Bissau. Inga underarter finns listade i Catalogue of Life.